# 2820 Iisalmi
2820 Iisalmi è un asteroide della fascia principale. Scoperto nel 1942, presenta un'orbita caratterizzata da un semiasse maggiore pari a 2,2297140 au e da un'eccentricità di 0,1622063, inclinata di 2,94719° rispetto all'eclittica.
L'asteroide è dedicato all'omonima località finlandese.